# Nouveau Monde (Parti socialiste)
Pour les articles homonymes, voir Nouveau Monde (homonymie).
Nouveau Monde est un ancien courant du Parti socialiste français actif de 2002 à 2005. Son organe de presse est À gauche, créé en 1979 par Jean-Luc Mélenchon.

## Historique
Nouveau Monde est fondé en 2002 par Henri Emmanuelli et Jean-Luc Mélenchon après l'éclatement de la Gauche socialiste, rejoints par le courant « Démocratie - Égalité » des ex-poperéniste. Le courant Forces militantes de Marc Dolez est également proche de Nouveau Monde et ils organisent en 2004 une université d'été commune près de Douai.
Nouveau Monde est également présent au sein d'autres organisations socialistes notamment le Mouvement des jeunes socialistes, éditant le journal Jeune garde tiré à 2 000 exemplaires. Au sein de l'Union nationale des étudiants de France, la tendance Majorité nationale est également proche d'Henri Emmanuelli.
En 2004, Nouveau Monde est partisan du « non » à la constitution européenne. Après la victoire du « oui » au référendum interne au PS, le courant se divise et, début 2005, il est déclaré « mis en sommeil » par son cofondateur, Jean-Luc Mélenchon. Celui regroupe ses partisans au sein de Trait d'union et du club Pour la république sociale (PRS) et tient tribune avec d'autres partis de gauche dans la campagne référendaire. Henri Emmanuelli s'engage lui dans la campagne et anime des « comités du non socialiste », considérant qu'il est décisif de faire exister un « non socialiste » afin de faire basculer l'électorat du PS indispensable pour la victoire du « non » dans le pays. Alain Vidalies et ses amis s'abstiennent de prendre part à la campagne.
Après le référendum du 29 mai, PRS se rapprochent de Laurent Fabius dans la perspective du Congrès du Mans, Jean-Luc Mélenchon annonce que sa contribution fera motion commune avec l'ancien Premier ministre. Les ex-popérenistes d'Alain Vidalies suivent un chemin similaire et formalise leur propre club « Rassembler la gauche ». 
De son côté, Henri Emmanuelli fonde Alternative socialiste avec des personnalités d'autres courants s'étant engagées pour le « non » (Marc Dolez, Gérard Filoche). Il fait motion commune avec le courant Nouveau Parti socialiste de Vincent Peillon, Arnaud Montebourg et Benoît Hamon.
Au Congrès de Reims de 2008, les partisans de Nouveau Monde se retrouvent dans une motion commune : Un monde d'avance. Mélenchon et Dolez font scission du PS et fondent le Parti de gauche.

## Personnalités

### Parcours au sein du PS après 2003
| Nom                | Congrès de Dijon (2003)              | Congrès du Mans (2005)                            | Primaire de 2006 (soutien de) | Congrès de Reims (2008)                         | Primaire de 2011 (soutien de)          |
| ------------------ | ------------------------------------ | ------------------------------------------------- | ----------------------------- | ----------------------------------------------- | -------------------------------------- |
| Jean-Luc Mélenchon | Nouveau Monde (ex Gauche socialiste) | Rassembler à gauche (Trait d'union)               | Laurent Fabius                | Un monde d'avance (Trait d'union)               | Quitte le PS en 2008 (Parti de gauche) |
| Henri Emmanuelli   | Nouveau Monde (Démocratie & égalité) | Nouveau Parti socialiste (Alternative socialiste) | Laurent Fabius                | Un monde d'avance (Alternative socialiste)      | Martine Aubry                          |
| Alain Vidalies     | Nouveau Monde (Démocratie & égalité) | Rassembler à gauche (Rassembler la gauche)        | Laurent Fabius                | Pôle des Reconstructeurs (Rassembler la gauche) | Martine Aubry                          |
| Emmanuel Maurel    | Nouveau Monde (Démocratie & égalité) | Rassembler à gauche (Rassembler la gauche)        | Laurent Fabius                | Un monde d'avance (ex Rassembler la gauche)     | Martine Aubry                          |